# Liza Nowa
Liza Nowa – wieś w Polsce położona w województwie podlaskim, w powiecie białostockim, w gminie Poświętne. Mieszkańcy Lizy Starej i innych okolicznych wsi nazywają ją potocznie Lizianką.
W latach 1975–1998 miejscowość administracyjnie należała do województwa białostockiego.
Wierni kościoła rzymskokatolickiego należą do parafii św. Kazimierza w Nowych Piekutach.